# Damenwahl (Album)
Damenwahl ist das dritte Studioalbum der Band Die Toten Hosen. Es wurde von Jon Caffery produziert und erschien im Oktober 1986 bei Virgin Records. Es ist das erste Album der Gruppe, bei dem Wolfgang Rohde mitwirkte, der im Januar 1986 Trini Trimpop am Schlagzeug abgelöst hatte.

## Cover
Die Frontseite des Covers zeigt die schrill und bunt gekleideten Bandmitglieder von einer mit großen, pastellfarbigen Blumen dekorierten Loge herabschauend. Auf der Rückseite sieht man die Bandmitglieder, gähnend oder bereits eingeschlafen, jedes für sich an kleinen Tischen am Rande der Tanzfläche sitzend, während dort reges Treiben herrscht. Die Fotos wurden von J. Dahlmann im Düsseldorfer Tanzsaal Weindorf aufgenommen.

## Entstehung
Das Album Damenwahl wurde im Mai 1986 unter der Leitung von Jon Caffery im Studio Klangwerkstatt in Düsseldorf aufgenommen und abgemischt. Die teilnehmenden Musiker waren Campino, Sänger und Frontmann der Band und hauptsächlich Verfasser der Texte des Albums, Andreas von Holst und Michael Breitkopf an den E-Gitarren, Andreas Meurer am E-Bass und der neue Schlagzeuger der Band Wolfgang Rohde.

## Text und Musik, Titelliste
In der 25-sekündigen, der russischen Sprache angelehnten Einleitung kündigt ein Sprecher das „Krasboniska Komsomolska Produktse Discotheka Toten Hosen“, den „krassni newska Bolschewiki“, an. Er beendet die Ansprache mit: „Nastrovje!“ Die Ansage ist mit einer rauschende Bandaufnahme der Melodie der Hymne der Sowjetunion hinterlegt. Darauf folgt eine deutschsprachige Coverversion des Songs Disco in Moskau von The Vibrators. Das Lied handelt vom Umbruch, der Perestroika, in der Sowjetunion, den deutschen Text schrieb Campino.
Es folgt der Aufruf zum Hedonismus im Lied Verschwende deine Zeit.
Das Lied Freitag der 13. ist ein schwarzhumoriges Liebeslied. Das lyrische Ich besingt die ehemals unglückliche, jedoch mittlerweile zärtliche und glückliche Beziehung zu seiner Frau, da er sie inzwischen erstochen, ausgestopft und konserviert hat.
Das Album enthält zudem eine melodische A-cappella-Version des Trinkliedes Bis zum bitteren Ende vom Album Opel-Gang.
Der Text in Ehrenmann handelt von der Heuchelei am offenen Grab eines Mannes, über den Abschied in Trauer, in Liebe und in Dankbarkeit, obwohl dieser Mensch im Leben nur ein „Arschloch“ war. Helmstedt Blues ist ein 21-sekündiges Instrumentalstück, das Wolfgang Rohde komponierte. Es dient als Einleitung zum Lied Großalarm, bei dem es um Gleichgültigkeit geht.
Schwarzwaldklinik hieß das Krankenhaus in der gleichnamigen Fernsehserie, in das laut diesem Lied einige Leute eingeliefert werden sollten. Allen voran die Schreiber der BILD-Zeitung, gefolgt vom Bundeskanzler, der sich an nichts erinnern kann, dem Tennisidol mit Potenzstörungen und schließlich Dieter und Thomas, die sich im Sonnenstudio einen Sonnenbrand zugezogen haben. Hintergrund für diesen Song waren Überschriften aus der BILD, in denen es unter anderem um Helmut Kohl, Boris Becker, Dieter Bohlen und Thomas Anders ging.
In der Hymne Wort zum Sonntag besingt die Band Johnny Thunders „Solange Johnny Thunders lebt, solange bleib ich ein Punk.“ Nach Thunders Tod im Jahre 1991, kurz nach den Aufnahmen zum Album Learning English Lesson One, wurde der Text geändert in: „Hey Johnny, kannst Du uns grad seh’n? Wir vergessen dich nicht. Wir werden überall von dir erzählen, damit dein Name ewig weiterlebt.“ Die Band bekennt sich zur Freude am Feiern: „Solange es was zum Trinken gibt, dauern alle unsere Feste an“ und proklamiert nonkonformes Verhalten gegenüber den Medien in Zeilen wie „Kein Zeitungsknabe wird uns jemals befehlen, was grad alt oder brandneu ist“, oder „Solang’ die Wellenreiter lästern, weiß ich daß es nichts besseres gibt“.
Der Musiktitel Spielzeugland handelt von der Popularität von Kriegsspielzeugen. In Verflucht, verdammt, gebrandmarkt wird die Frage aufgeworfen: „Warum muß ich ’ne Tote Hose sein? Von wegen Sex & Drugs & Rock ’n’ Roll. Gott, was hab ich bloß getan, daß ich immer verlieren soll?“
Agent X ist das einzige englischsprachige Stück auf dem Album. Es geht um die totale Überwachung durch den Staat: „Whatever you say, whatever you do, Agent X is watching you.“ Laut Begleitheft zum Album entstand die Idee zum Text, als die Band auf ihrer Tournee in Polen „fortwährend von einem Trabi“ verfolgt wurde.
Ein weiteres Trinklied, eine Coverversion des Karnevalsschlagers Das Altbierlied von Hans Ludwig Lonsdorfer im 3/4 Takt, setzte die Band ans Ende des Albums.

## Tournee
Die Tournee unter dem Motto Damenwahl begann am 9. Mai 1986 mit einem Konzert in der Budapester Mehrzweckhalle Petőfi Csarnok. Am 27. Juli 1986 trat die Band beim Anti-WAAhnsinns-Festival in Burglengenfeld gemeinsam mit Herbert Grönemeyer, Udo Lindenberg, Marius Müller-Westernhagen, BAP, den Rodgau Monotones und anderen vor 100.000 Menschen auf, um gegen den Bau der dortigen Wiederaufarbeitungsanlage zu demonstrieren. Die Band eröffnete ihren Show mit dem Lied Großalarm, das sie mit lauten Hubschraubergeräuschen einleitete. Zudem trug sie ein dem Thema Supergau angepasstes Motto aus dem Titel Hofgarten vom Debütalbum Opel-Gang vor, „Ficken, Bumsen, Blasen, alles auf dem atomverseuchten Rasen“, und spielte eine Coverversion des Karnevalsschlagers Am 30. Mai ist der Weltuntergang aus dem Jahr 1954.
Es folgte eine Klubtournee von September bis Dezember 1986 mit Stationen in Zürich, Freiburg, Stuttgart, München, Mannheim, im Kulturzentrum Batschkapp in Frankfurt am Main, Hamburg, Bielefeld im PC69, Stolberg, Hannover, Bochum, Düsseldorf im Tor 3, Mainz im Eltzer Hof, Neumarkt in der Oberpfalz in den Jura-Hallen und in Berlin in der Diskothek Metropol.
Ein geplantes Konzert der Band in der Nordseehalle auf Helgoland am 27. September 1986 wurde kurzfristig wegen der „unbestimmten Witterungslage“ von den dortigen Behörden nicht genehmigt. Nach den Recherchen der Rheinischen Post steckte „in Wirklichkeit hinter der Absage die Befürchtung, Punks und Skinheads könnten sich eine Schlacht liefern, wobei auf der Insel keine Ausweichmöglichkeiten bestünden.“ Die Band fuhr dennoch, begleitet von Fans, auf die Insel und veranstaltete dort ein Fußballturnier mit ihren Fans am Strand, das verstärkt von den dortigen Einsatzkräften der Polizei bewacht wurde. Das Konzert verlegte die Band nach Nordenham.
Am 18. Oktober 1986 fand im Berliner Tempodrom ein fast zwölfstündiges Musik-Festival statt, bei dem neben der Band Die Toten Hosen auch Die Ärzte, Die Mimmis, Die Suurbiers und Element of Crime auftraten. Der Erlös der Veranstaltung ging zu Händen von Norbert Hähnel, der zu 10.000 DM Ordnungsgeld verurteilt worden war in der Rechtssache, die Heino gegen ihn geführt hatte.
Die Tournee trug den Untertitel Mit Sack und Pack. Verhütung ist Männersache. Mit Hilfe der finanziellen Unterstützung des Kondomherstellers Fromms spendete die Band dem Publikum an jedem Konzertabend Hunderte von Präservativen, um anlässlich der AIDS-Epidemie Safer Sex zu propagieren. Als Merchandise-Artikel zur Tournee brachte die Band T-Shirts mit den Worten „Ficken, Bumsen, Blasen“ in Großbuchstaben in Umlauf. Als Vorbands und Gäste spielten die Panhandle Alks, Rocko Schamoni und Die Goldenen Zitronen. Ein Teil der Tour ist im Musikfilm 3 Akkorde für ein Halleluja aus dem Jahr 1989 dokumentiert.

## Resonanz
Teddy Hoersch fand für den Musikexpress im Oktober 1986 ausschließlich positive Worte für das Album. Es sei „nach dem bewährten, aber beileibe nicht langweiligen Grundmuster gestrickt“. Darüber hinaus würden die Lieder „mit viel Sinn für klangliche Details und ungeheurem Druck dargeboten“ werden. Die Musikzeitschrift Spex kritisierte „scheinbar unvermeidliche Bundeswehr-Karnevals-Sauflieder“.
Das Album wurde für mehr als 250.000 verkaufte Exemplare bis ins Jahr 2004 mit einer goldenen Schallplatte ausgezeichnet.

## Neuauflage 2007
Zum 25-jährigen Bestehen der Band wurde unter anderen Damenwahl neu aufgelegt, alle Stücke remastert, das Cover der ersten Vinyl-LP neu gestaltet und ein komplett neues zusätzliches Booklet entworfen. Es enthält ein Interview der Band mit Jan Weiler. Des Weiteren enthält die CD elf Zusatzstücke. Hierbei handelt es sich zum größten Teil um Demoaufnahmen zum Album Damenwahl, darunter das Cover von den Vibrators Disco in Moscow in englischer Sprache. In den Stücken Zapfenstreich, Disco in Moscow und Spielzeugland ist Jakob Keusen zu hören, der für wenige Monate am Schlagzeug eingesprungen war. Die Titel Das kleine ABC, Aufgeben (gilt nicht) und Gipfelstürmer entstanden als Demoaufnahme für das Album Kauf MICH! im Jahr 1993.

### Zusatztitel
1. Übung macht den Meister – 1:59 (von Holst / Campino)
2. Zapfenstreich – 3:22 (Text und Musik: von Holst, Campino)
3. Disco in Moscow – 3:09
4. Spielzeugland – 2:57 (Meurer / Campino)
5. Bombenstimmung – 2:54 (Breitkopf / Campino)
6. Großalarm – 3:54 (Breitkopf / Campino)
7. Nur im Traum – 2:39 (von Holst / Campino)
8. Schwarzwaldklinik – 3:36
9. Das kleine ABC – 3:34 (von Holst / Campino)
10. Aufgeben (gilt nicht) – 5:01 (Campino)
11. Gipfelstürmer – 3:45 (Meurer / Campino)